# Begonia minor
Begonia minor es una especie de planta perenne perteneciente a la familia Begoniaceae. Es originaria de las Antillas en Jamaica.

## Taxonomía
Begonia minor fue descrita por Nikolaus Joseph von Jacquin y publicado en Collectanea 1: 126. 1786[1787].
sinonimia
- - Begonia nitida Aiton, Hort. Kew. 3: 352. 1789.
  - Begonia nitida var. discolor Otto & A.Dietr., Allg. Gartenzeitung 4: 354. 1836.
  - Begonia nitida var. odorata alba hort.
  - Begonia nitida var. pilosula A.DC., Prodr. (Candolle) 15(1): 294. 1864.
  - Begonia nitida var. speciosa Regel, Index Seminum (LE) 1856: 34. 1856.
  - Begonia obliqua L'Hér., Stirp. Nov. 2: 46. 1789, nom. illeg. non L. (1753).
  - Begonia odorata Paxt., Paxton's Mag. Bot. 13: t. 123. 1847, nom. illeg. non Willd. (1814).
  - Begonia pulchra A.DC., Prodr. (Candolle) 15(1): 293. 1864, nom. inval. pro syn.
  - Begonia speciosa A.DC., Prodr. (Candolle) 15(1): 293. 1864.
  - Begonia suaveolens Klotzsch, Abh. Königl. Akad. Wiss. Berlin 1855: 146. 1855, nom. illeg.[2]

Híbrido
- Begonia × ingramii T.Moore & Ayres